# Noord-Zuid-Hollandsche Stoomtramweg-Maatschappij

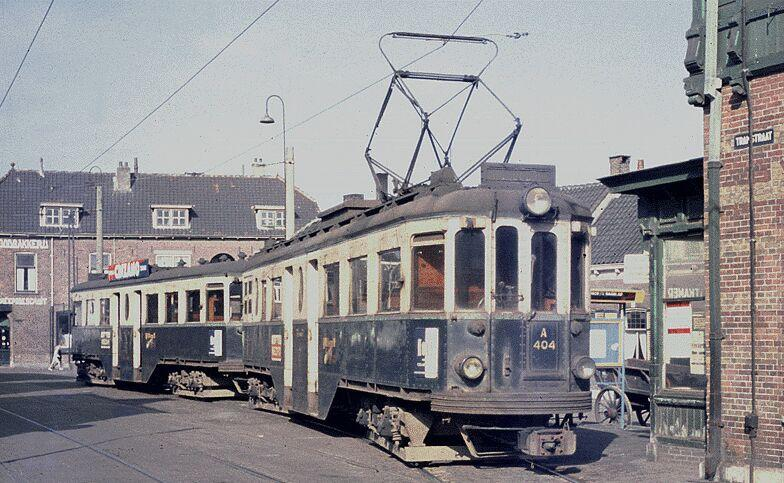
'Boedapester' tramstel van de Blauwe Tram met motorwagen A404 voor het tramstation te Katwijk aan Zee, omstreeks 1960.

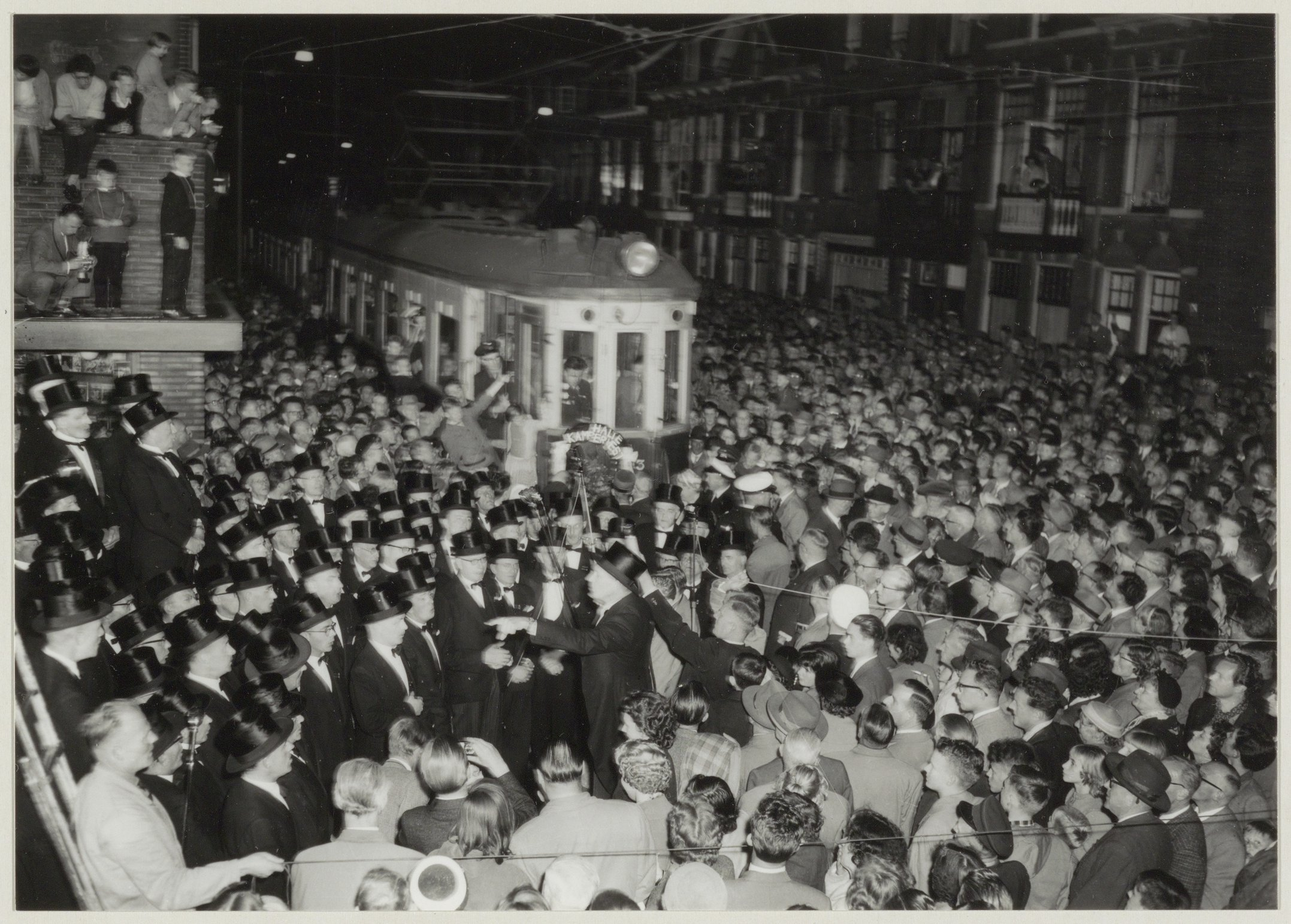
Grote belangstelling voor de laatste tram van de lijn Amsterdam - Haarlem - Zandvoort op 31 augustus 1957

De Noord-Zuid-Hollandsche Stoomtramweg-Maatschappij (NZHSTM), later Noord-Zuid-Hollandse Vervoer-Maatschappij (NZHVM) is een voormalig openbaarvervoerbedrijf dat op 2 juni 1880 in Hillegom werd opgericht. Het bedrijf veranderde verschillende keren van naam en ging in 1999 uiteindelijk op in Connexxion. Als rechtstreekse voortzetting van NZH, kon Connexxion in 2006 zijn 125-jarig bestaan vieren. Het vervoerde passagiers met trams en bussen. Voor een beknopte tramgeschiedenis van de NZH, zie Blauwe Tram. Het hoofdkantoor van de NZHVM was gevestigd aan de Leidsevaart in Haarlem. Connexxion heeft deze vestiging in 2006 verlaten voor een nieuw onderkomen in de Waarderpolder.

## NZHSTM
Het duurde bijna een jaar voordat de exploitatie van de eerste stoomtramlijn begon, de lijn Haarlem - Leiden. Op 16 mei 1881 werd het baanvak Hillegom – Leiden geopend en op 16 juni 1881 Hillegom – Haarlem. Al na vijf jaar wordt de NZHSTM ontbonden wegens gebrek aan geld. De nieuwe eigenaar van de tramlijn en materieel wordt Broekman en Honders, bankiers te Amsterdam. Deze firma neemt de naam NZHSTM over met de toevoeging Haarlem-Leiden. Ook met deze NZHSTM Haarlem-Leiden gaat het niet goed.
In 1906 neemt de Hollandsche IJzeren Spoorweg-Maatschappij (HIJSM) het bedrijf over, dat daarmee een dochter wordt van de belangrijkste spoorwegmaatschappij uit die tijd. Door deze overname worden alle trambedrijven in Noord-Holland geëxploiteerd onder de naam 'NZH', waaronder de oudste elektrische tramlijn Amsterdam - Zandvoort, die eigendom is van de Electrische Spoorweg-Maatschappij (ESM).

## NZHTM
Op 11 maart 1909 wordt de naam gewijzigd in Noord-Zuid-Hollandsche Tramweg-Maatschappij (NZHTM) en wordt de zetel verplaatst naar Amsterdam. Op 17 oktober 1932 wordt de zetel opnieuw verplaatst, nu naar Haarlem, waar aan de Leidsevaart 396 een markant hoofdkantoor naast de tramremise is verrezen. Vanaf 1932 begint de NZH ook met busvervoer, zowel in eigen beheer als door overname van (kleine) busbedrijven. Op de locatie aan de Leidsevaart is nu een woonwijk. De straatnamen herinneren aan de NZH.

## NZHVM

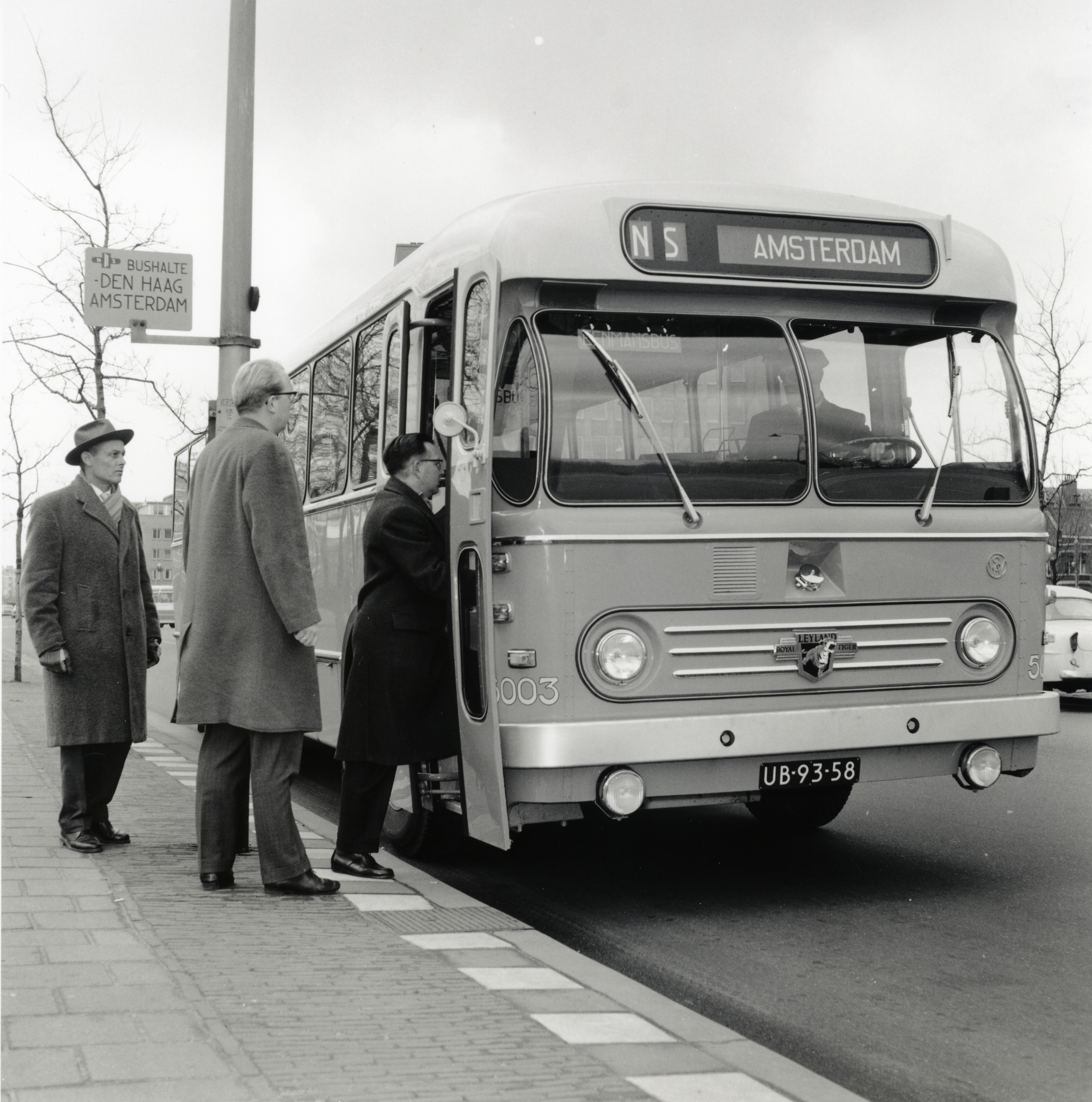
Leyland/Werkspoor-"bolramer-streekbus", bouwjaar 1962.

Na de Tweede Wereldoorlog neemt op 20 mei 1946 de ESM alle activa en passiva over van alle tramwegmaatschappijen die onder de naam NZH worden geëxploiteerd. Deze tramwegmaatschappijen zijn daarmee geliquideerd. Tegelijkertijd wordt de naam ESM gewijzigd in Noord-Zuid-Hollandsche Vervoer Maatschappij om te tonen naast de trams steeds meer bussen (en in Waterland ook enkele boten) de passagiers vervoeren. De NZHVM is een volledige dochteronderneming van de Nederlandse Spoorwegen. 
In de periode die daarop volgt worden, nadat in 1949 al de stamlijn Haarlem – Leiden was opgeheven en met bussen werd geëxploiteerd, successievelijk alle tramlijnen “verbust”. In 1961 rijdt de laatste NZH-tram.

### Fusie
De NZH fuseerde in 1972 met de andere NS-dochter in Noord-Holland, de NACO, waarbij de naam NZH gehandhaafd bleef. De NZH was in de jaren die daarop volgden veruit de grootste streekvervoerder van Nederland en reed van Den Haag tot Leeuwarden. In de jaren 80 en begin jaren 90 nam NZH de AODH (Den Helder), de AOT-busdiensten op Texel en de ENHABO (Zaandam) over. In 1994 verkreeg de NZH door gebiedsruil rond Amsterdam een stuk van het voormalige Centraal Nederland-vervoergebied (ex-Maarse en Kroon), maar verloor het gebied tussen Den Haag en Leiden.

### Lijnennet

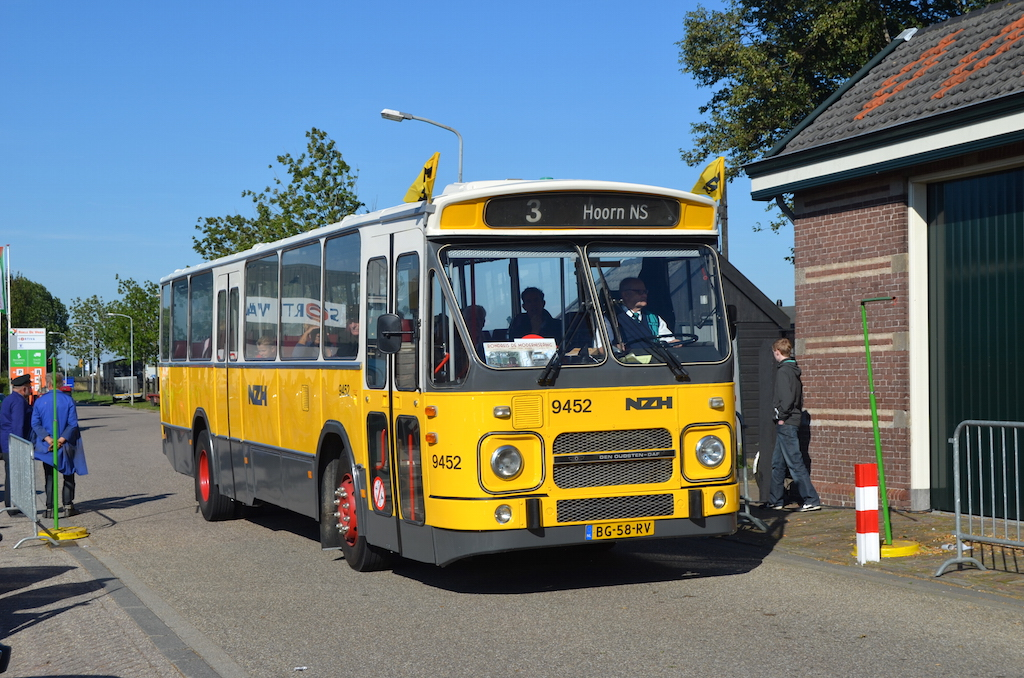
DAF/Den Oudsten-standaardstreekbus, bouwjaar 1983

Een uitgebreid stadsbusnet heeft de NZH geëxploiteerd in Alkmaar, Haarlem, Den Helder en Leiden, met om verwarring te voorkomen, elk een eigen lijnnummergroep beginnend met in Alkmaar 20, Haarlem 1, Den Helder 30 en Leiden 11. In Haarlem werd tot 1948 en in Leiden tot 1960 een stadstramlijn geëxploiteerd. In de meeste andere steden reden streeklijnen als stadsdienst of was er een enkele stadslijn zoals Hoorn en Purmerend. In de tramtijd werd in Amsterdam en in Den Haag een lokaaldienst geëxploiteerd. De belangrijkste doorgaande lijnen hadden 'ronde lijnnummers' zoals lijn 50 (Haarlem – Leiden), lijn 80 (Zandvoort – Amsterdam), lijn 20, later 90 (Haarlem – Den Haag), lijn 100 (Purmerend-Amsterdam) en lijn 110 (Volendam – Amsterdam).

### Busmaterieel
het busmaterieel is op te delen in vier perioden. Te weten:
- 1931-1947
- 1947-1967
- 1967-1987
- 1987-1999

## VSN-holding
Vanaf 1989 maakte de NZH deel uit van de holding Verenigd Streekvervoer Nederland. In 1994 vond nog een ingrijpende wijziging plaats in het NZH-vervoergebied. Het gebied in de driehoek Leiden - Den Haag - Katwijk ging over naar Westnederland, dat kort daarna opging in de ZWN-Groep. Tegelijkertijd gingen de Haarlemmermeerpolder, inclusief Schiphol, en Amstelland (ongeveer het voormalige Maarse & Kroon-gebied) over van Centraal Nederland naar de NZH, die daarmee voor het overgrote deel een puur Noord-Hollands bedrijf werd.

## Connexxion
Eind jaren 90 is besloten tot schaalvergroting om in te spelen op de marktwerking die van overheidswege in het openbaar vervoer werd geïntroduceerd. De busbedrijven die bij de VSN-1-groep werden ingedeeld (Midnet, NZH, Oostnet en ZWN) gingen vanaf 1999 verder onder de naam Connexxion. In mei 2006 waren op veel Connexxion-bussen stickers te zien met daarop "1881-2006: 125 jaar openbaar vervoer in Nederland". Dit slaat op het begin van een van de eerste bouwstenen van Connexxion, de NZH-stoomtram tussen Hillegom en Leiden, die op 16 mei 1881 begon te rijden.
De Waterlandse lijnen (ex NACO) werden in 2005 overgedragen aan Arriva Personenvervoer Nederland krachtens de concessie Waterland van de Stadsregio Amsterdam. Deze lijnen worden sinds eind 2011 krachtens een nieuwe concessie geëxploiteerd door EBS. De meeste lijnen tussen Den Haag en Leiden gingen in 2009 naar Veolia Transport Nederland, in 2016 weer naar Connexxion en in 2019 naar EBS.
Hieronder een tijdlijn die de fusies vanaf 1981 laat zien van de bedrijven die in 1999 zijn samengevoegd tot Connexxion.